# Cytheroma karadagiensis
Cytheroma karadagiensis is een mosselkreeftjessoort uit de familie van de Cytheromatidae. De wetenschappelijke naam van de soort is voor het eerst geldig gepubliceerd in 1939 door Dubowsky.